# 玫瑰人生 (電影)
《玫瑰人生》（法语：La Môme，又名La Vie en rose），是2007年发行的一部法国劇情電影。影片叙述法國1930年代至1960年代最著名的女歌手艾迪特·皮雅芙的戲劇人生。影片以蒙太奇的手法，穿插介紹她的童年趣事、中年事業與愛情生活。
2007年2月8日首演式在柏林電影節上舉行。2008年，影片女主角玛丽昂·歌迪亚凭借在该片中的演出獲得第65屆金球獎音乐片与喜剧类最佳女主角奖，以及第80届奥斯卡金像奖（2007年）最佳女主角奖，並成為首位奪下奧斯卡影后的法國女星。
本片於美國的票房成績非常理想，成了近20年來美國票房第三高的法語片，僅次於《天使愛美麗》和《狙魔特攻》。 （页面存档备份，存于）

## 主演
- 玛丽昂·歌迪亚 飾艾迪特·皮雅芙
- 席爾維·特絲圖（Sylvie Testud）飾演希萌·貝托（Simone Bertaud）
- 傑拉德·德巴杜（Gérard Depardieu）演路易·李佩利（Louis Leplée）
- 禳-皮埃爾·馬丁（Jean-Pierre Martins）裝馬齊·色當（Marcel Cerdan）

## 名曲
- 《人生我無怨無悔》（Non, je ne regrette rien），為琵雅芙的一生瀝血之作和最後之演唱。（亦使用於2010年《全面啟動》，玛丽昂·歌迪亚也有參與此片之演出。）
- 《玫瑰人生》（La Vie en Rose），與電影同名的主題曲
- 片中其他插曲《愛情的贊禮》（Hymne a l'amour）
- Heaven Have Mercy
- 《我的老爺》（Milord）
- Rien de rien
- La foule
- Cri du cœur
- Padam Padam
- Mon Dieu
- Mon manège à moi

以上各曲均採用琵雅芙的原聲。
- Mon Homme
- Les Mômes de la Cloche
- Les Hiboux

由歌手Jil Aigrot演唱。

## 票房
| 國家   | 觀眾人數          | 票房   | 歐元得款     | 首映日期   |
| 法國   | 4 844 412 entrées | 6 sem. | 29,015,903 € | 27/03/2007 |
| 瑞士   | 70,400 entrées    | 3 sem. | -            | 04/02/2007 |
| 比利時 | -                 | 3 sem. | 691,992 €    | 04/03/2007 |
| 德國   | -                 | 2 sem. | 1,816,605 €  | 04/03/2007 |

## 奖项
Marion Cotillard赢得以下奖项:
- 奥斯卡最佳女主角
- 金球奖音乐或喜剧类最佳女主角
- 凯撒奖最佳女主角
- 英国电影学院奖最佳女主角
- 西雅图国际影展最佳女主角

其他奖项:
- 凯撒奖最佳艺术指导  (Olivier Raoux)
- 凯撒奖最佳摄影 (Tetsuo Nagata)
- 凯撒奖最佳音效 (Laurent Zeilig, Pascal Villard, Marc Doisne and Jean-Paul Hurier)
- 凯撒奖最佳服装设计 (Marit Allen)
- 奥斯卡最佳化妆与发型设计
- 英国电影学院奖最佳化妆、服装设计和音乐
- 提名-英国电影学院奖最佳外语片
- 提名-奥斯卡最佳服装设计
- 提名-凯撒奖最佳电影、导演、编剧、男配角 、女配角和剪辑

## 備註
1. ↑  . Icon Film Distribution. British Board of Film Classification. 27 March 2007  [7 March 2014]. （原始内容存档于2018-03-16）.
2. ↑  . goldenglobes.org.   [2008-01-13]. （原始内容存档于2012-05-24）.
3. ↑  
.   [2020-09-14]. （原始内容存档于2010-11-21）.
4. ↑  瑞士票房數字 - procinema.ch 的存檔，存档日期2012-04-15.
5. ↑  
.   [2007-07-06]. （原始内容存档于2007-10-01）.
6. ↑  
.   [2007-07-06]. （原始内容存档于2007-10-01）.

## 外部連結
- 奧利維爾·達罕導演的敘述 （页面存档备份，存于） （法文）
- 女主角瑪香莪（Marion Cotillard）抒懷 （页面存档备份，存于） （法文）
- 《玫瑰人生》（La Môme）影片片段 （页面存档备份，存于） （法文）
- 英文版影片公式網址 （页面存档备份，存于） （英文）
- 全球影片公式網址 （法文） （英文）
- 《IMDb資料庫》中的介紹 （页面存档备份，存于）